# BM-14
Pour les articles homonymes, voir BM14.
Le BM-14 (BM pour Boyevaya Mashina, « véhicule de combat ») est un lance-roquettes multiple à 16 tubes (ou 17 selon les variantes) de 140 mm de conception soviétique. Il peut tirer des roquettes équipées d'ogives chimiques (MS-14), de fumigènes (M-14D) ou à fragmentation explosive (M-14-DE). Il est similaire au BM-13 Katioucha et a été en partie remplacé par la mise en service du BM-21 Grad dans les années 1960. 

## Description
D'une portée d'environ 9,8 km, il peut emporter une charge de 8 kg. Du fait que le BM-14 ne dispose pas de système de guidage, il se révèle être très imprécis mais peut être efficace dans un bombardement dit de « saturation ».

## Historique

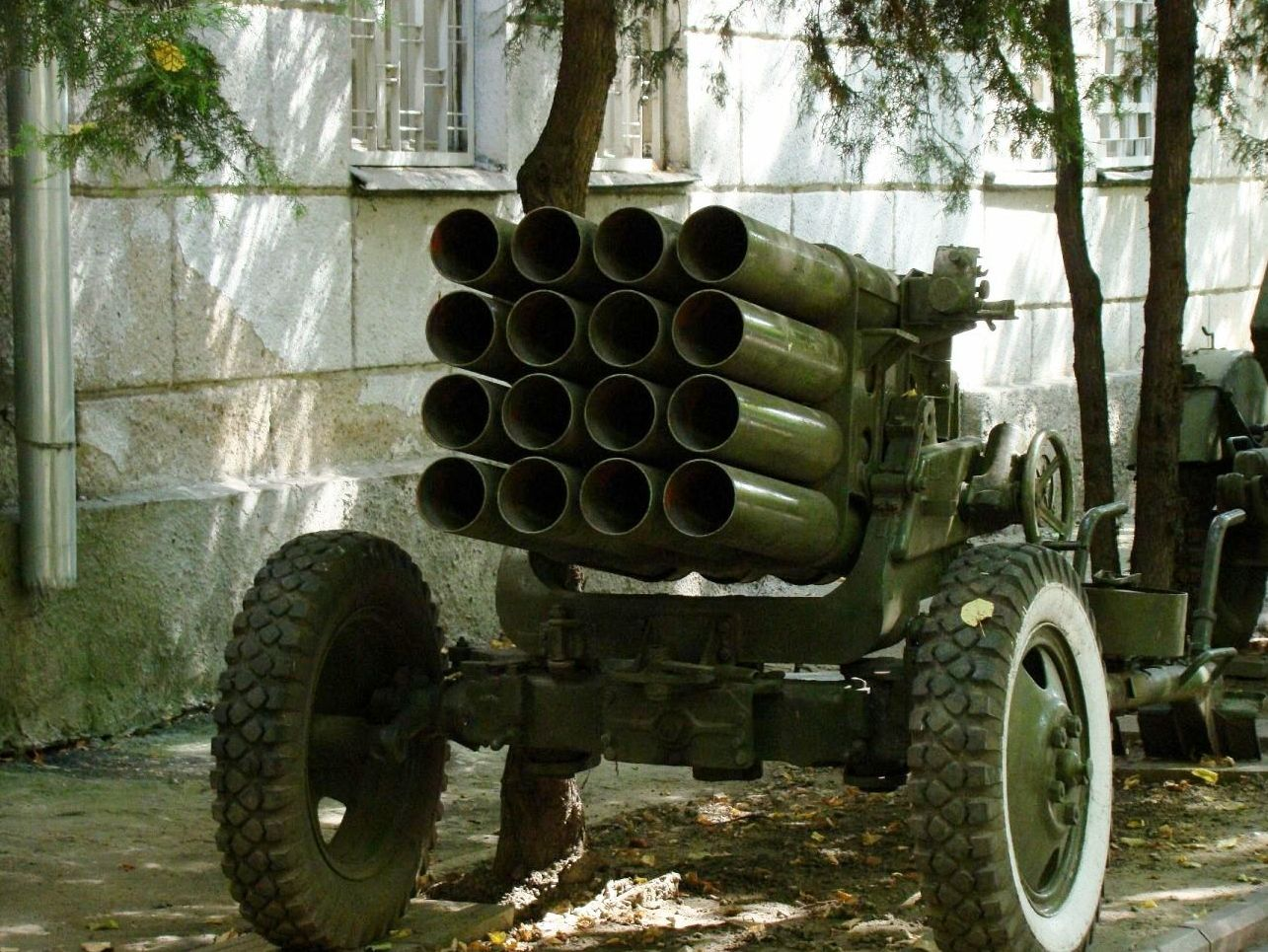
BM-14 sur son trépied.

Entrée en service dans l'armée soviétique dans les années 1950. Il a été utilisé par l'armée algérienne durant la guerre civile algérienne et aussi par l'armée syrienne ou les rebelles notamment dans la perpétration du massacre de la Ghouta en août 2013.

### Engagements
- Guerre d'Afghanistan (1979-1989)
- Guerre civile algérienne (1993)
- Guerre civile syrienne (2011-)

## Pays utilisateurs
- Afghanistan
- Algérie - 50
- Angola (un certain nombre détruits durant la guerre civile angolaise[2])
- Burkina Faso
- Cambodge - 10
- Corée du Nord
- Cuba
- Égypte
- Indonésie : 24 en service dans l'Armée de terre indonésienne
- Madagascar
- Mongolie
- Russie : 50 BM-13/14[3]
- Soudan : 200
- Syrie : 200 achetés en 1967
- Union soviétique
- Vietnam : 700
- Yémen : 30

## Variantes
- BM-14 (8U32) - modèle de base (1952)
  - BM-14M (2B2) - monté sur un châssis ZIL 157
  - BM-14MM (2B2R) - monté sur un châssis ZIL 131
- BM-14-17 (8U35) - LRM 17 tubes montés sur un châssis GAZ-63. Développé en 1959 et utilisé aussi par les navires tels que les patrouilleurs Projet 1204.
- RPU-14 (8U38) - utilisé par les troupes aéroportées soviétiques jusqu'à son remplacement par le BM-21 Grad.
- Type 63 de 130 mm : copie chinoise
- WP-8z (Wyrzutnia Pocisków rakietowych) : copie polonaise à 8 tubes